# Madita Kohorst
Madita Kohorst (* 14. Oktober 1996 in Lohne (Oldenburg)) ist eine deutsche Handballtorfrau.

## Karriere
Kohorst lernte das Handballspielen in ihrem Heimatverein, dem TV Dinklage. 2013, in der A-Jugend, wechselte sie zum Bundesligisten VfL Oldenburg, für welchen sie zunächst nur in der A-Jugend auflief, während sie weiterhin in der Damenmannschaft des TV Dinklage in der Oberliga Nordsee spielte. In der folgenden Saison gehörte sie dem Kader der zweiten Damenmannschaft des VfL Oldenburg an, die in der 3. Liga antrat.
Ihr Bundesligadebüt folgte am 19. Januar 2016 gegen die HL Buchholz 08-Rosengarten. Ab der Bundesligasaison 2016/17 gehörte sie fest dem Kader der Bundesligamannschaft des VfL Oldenburg an. Mit Oldenburg gewann sie 2018 den DHB-Pokal. Zur Saison 2018/19 wechselte sie zum Ligakonkurrenten TuS Metzingen. Ab dem Sommer 2021 stand sie beim Bundesligisten Borussia Dortmund unter Vertrag und lief für diesen sowohl in der Bundesliga als auch in der EHF Champions League auf. Im Sommer 2023 kehrte sie zum VfL Oldenburg zurück.
Für die deutsche Juniorinnen-Nationalmannschaft bestritt Kohorst insgesamt 30 Spiele. Sie nahm an der Europameisterschaft 2015 in Valencia sowie an der Weltmeisterschaft 2016 in Moskau teil. Diese Turniere beendete die deutsche Auswahl als Fünft- und Viertplatzierte. Wie bereits bei der Europameisterschaft 2016 gehörte sie auch bei der Weltmeisterschaft 2017 dem erweiterten Kader der deutschen Nationalmannschaft an, ohne jedoch aktiv an einem Turnier teilzunehmen.

## Erfolge
- Mit der Juniorinnen-Nationalmannschaft
  - 5. Platz Europameisterschaft Valencia 2015
  - 4. Platz Weltmeisterschaft Moskau 2016
- Sportlerin des Jahres 2016 Stadt Oldenburg
- DHB-Pokal 2018
- Deutscher Vizemeister 2022
- Championsleague Viertelfinale
- 3. Platz Europeanleague 2023